# Hevein
Hevein – fiński zespół grający thrash metal i metal symfoniczny, założony w 1992 roku. 

Według strony zespołu: "Nie da się wytłumaczyć, czym naprawdę jest muzyka Hevein, trzeba ją po prostu usłyszeć." ("No one can be told what Hevein music really is... You have to hear it yourself.").

## Dyskografia

### Dema
- (1999) Heartland
- (2001) Reverence
- (2002) Only Human
- (2003) Fear Is...

### Single/EP
- (2003) Fear Is... Only Human
- (2004) Break Out The Hammers EP
- (2005) iOta
- (2005) As Far As The Eye Can See

### Albumy
- (2005) Sound Over Matter